# Satellite Transit System
Satellite Transit System (STS) je automatický přepravník lidí na letišti Seattle-Tacoma International Airport. Původně z roku 1969, STS je druhý nejstarší letištní přepravník lidí ve Spojených státech. Jeho účelem je urychlit přepravu pasažérů na letišti z jednoho terminálu na druhý.
Přepravník má tři linky: jedna spojuje sever hlavního terminálu se severním satelitním terminálem a halou C, druhá spojuje jih hlavního terminálu s jižním satelitním terminálem a halou B a třetí spojuje jih a sever hlavního terminálu. První dvě jsou nazývány loops a třetí je shuttle.
Systém byl otevřen v roce 1969 po výstavbě, která stála 14 milionů dolarů. Původně měl pouze devět vozidel, další tři byla přidána v sedmdesátých letech. Postaven byl tak, aby mohl přepravit 14 400 pasažérů za hodinu s maximální rychlostí 43 km/h.
Původní systém byl postaven pittsburskou firmou Westinghouse a měl kapacitu 102 cestujících. Úseky loops trvaly 3,3 minuty, zatímco shuttle trvala pouze 1,8 minuty. Každé vozidlo mělo za rok urazit 76 tisíc km.
V roce 1999 uvolnila společnost Port of Seattle 142 milionů dolarů na kompletní renovaci celého systému. Renovace se týkala vlaků, ovládání, stanic, nebo také ventilace a dodávky elektřiny a byla dokončena v roce 2003. Nyní systém obsluhuje 21 vozidel Bombardier Innovia APM 100.